# Grégoire Nicolas Finez
Grégoire-Nicolas Finez, né à Saint-Saulve (Nord) le 30 octobre 1884, mort à Menton le 1er juin 1975, est un peintre de genre  français.
Élève de Fernand Cormon et sociétaire des Artistes français, il obtient une médaille de troisième classe en 1910, le prix Brizard en 1912 et une médaille d'or en 1948.